# Rico Constantino
Rico Constantino est un catcheur professionnel travaillant à la World Wrestling Entertainment entre 2000 et 2006. Il travaille actuellement pour le promotion Future Stars of Wrestling à Las Vegas dans le Nevada.

## Palmarès
- All Japan Pro Wrestling
  - 1 fois AJPW All Asia Tag Team Championship avec Buchanan
- World Wrestling Entertainment
  - 1 fois WWE Tag Team Championship avec Charlie Haas
  - 1 fois WWE World Tag Team Championship avec Rikishi